# Virginia's Eastern Shore
La Virginia's Eastern Shore est une zone viticole américaine de 113 km², qui comprend la  côte est de la Virginie, ainsi que les comtés de Accomack et de Northampton.

## Géographie
La topographie de cette région est principalement de basse altitude et va du niveau de la mer à 15 mètres d'altitude. La zone est située à l'extrémité sud de la péninsule de Delmarva. Le sol est sablonneux et profond.  

## Climat
Le climat dans la région est caractérisé par des étés et des hivers tempérés, qui sont fortement affectés par la baie de Chesapeake et l'océan Atlantique. 

## Commercialisation
En 2014, les vignobles de Virginie répertorient deux établissements vinicoles commerciaux dans cette appellation, Bloxom Vineyard à Bloxom et Chatham Vineyard à Machipongo. À eux deux, ils produisent des vins secs et moelleux, ainsi que des vins rouges et blancs.